# Botanophila tuxeni
Botanophila tuxeni este o specie de muște din genul Botanophila, familia Anthomyiidae. A fost descrisă pentru prima dată de Ringdahl în anul 1953. Conform Catalogue of Life specia Botanophila tuxeni nu are subspecii cunoscute.